# در باب تناسب الهی
در باب تناسب الهی (ایتالیایی: De divina proportione) کتابی دربارهٔ ریاضیات است نوشتهٔ لوکا پاچیولی و تصویرسازی‌شده توسط لئوناردو دا وینچی، که حدود سال ۱۴۹۸ در میلان نوشته شد و برای اولین بار در سال ۱۵۰۹ به چاپ رسید. موضوع کتاب نسبت‌های ریاضی است و عنوان آن به نسبت طلایی اشاره دارد. تصویرسازی‌ها و دیاگرام‌های داوینچی در کتاب محبوبیت آن را به فرای حلقه‌های ریاضی‌دانان گسترش داد و موجب محبوبیت مفاهیم هندسی در آن زمان شد.